# Међународни дан свести о муцању
Међународни дан свести о муцању обележава се 22. октобар, први пут 1998. у Великој Британији и Ирској. Дан је намењен подизању свести јавности о проблемима са којима се суочавају милиони људи, један проценат светске популације, који муцају.
Сваке године заједнице и удружења широм света окупљају се, приређују догађаје и кампање како би истакли како одређени аспекти друштва могу бити тешки за људе који муцају, оспоравање негативних ставова и дискриминације, и разоткривање митова да су људи који замуцкују нервозни или мање интелигентни.
Међународни дан свести о муцању, такође, слави бројне значајне личности које су, без обзира на муцање, оставиле трага у свету садашњице и током историје у областима науке, политике, филозофије, уметности, филма и музике.

## Активности
Међународни дан свести о муцању укључује онлајн конференцију која се сваке године одржава од 1. до 22. октобра, намењена људима које занима муцање, као и патолозима говорног језика и њиховим клијентима. Све конференције, које се одржавају сваке године од 1998. године, и даље су доступне на мрежи. Истраживање наводи да више дечака него девојчица муца, у односу 8 према 1. Међутим, девојке су мање успешне у отклањању муцања како сазревају.
Широм света постоје догађаји намењени подизању свести јавности, медијска кампања, образовне активности и мрежни извори.
У чланку објављеном у британском часопису Community Care, поводом Међународног дана свести о муцању, Ирина Папенчева из Бугарске асоцијације муцања и Фил Маден из Европског удружења пружања услуга за особе са инвалидитетом захтевали су нови почетак у ставовима према муцању, рекавши да „свако има одговорност да буде свестан, да буде осетљив у нашим разговорима и састанцима и мора се запамтити да муцање није смешно“.